# Gina Miles
Gina Miles, född den 27 november 1973 i San Francisco, USA, är en amerikansk ryttare.
Hon tog OS-silver i den individuella fälttävlan i samband med de olympiska ridsporttävlingarna 2008 i Peking.